# 2023년 체코 대통령 선거
2023년 체코 대통령 선거는 체코의 대통령을 선출하기 위해 실시됐다. 밀로시 제만 대통령은 2차례의 임기를 채워 더 이상 출마할 수 없게 되었다. 2023년 1월 13~14일 동안 치러진 1차 투표에서 총 유효표의 과반수 이상을 획득한 후보가 나오지 않자 후보자 중 득표순으로 상위 2명이었던 페트르 파벨과 안드레이 바비시를 놓고 2차 투표가 1월 27~28일 치러졌다.
선거 결과 파벨이 바비시를 꺾고 대통령에 당선됐다.